# Gino Watkins

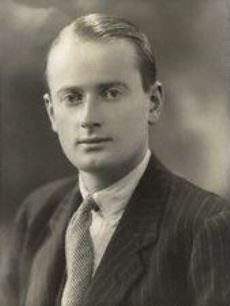
Gino Watkins

Henry George „Gino“ Watkins (* 20. Januar 1907 in London; † 20. August 1932 im Tugtilik-Fjord, Ostgrönland) war ein britischer Polarforscher. Große Bekanntheit erlangte er bereits in jungen Jahren als Leiter der British Arctic Air Route Expedition, der bedeutendsten Polarexpedition in der Zwischenkriegszeit. Er starb im Alter von nur 25 Jahren bei einem Jagdunfall auf Grönland.

## Leben

### Frühe Jahre
Gino Watkins kam 1907 als Kind einer wohlhabenden Familie in London zur Welt. Sein Vater Henry George nahm als Oberst am Ersten Weltkrieg teil, seine Mutter Jennie hatte irische Wurzeln. Bolton Meredith Monsell, langjähriges Mitglied des Unterhauses, war sein Onkel.
Bei mehreren Urlauben in den Alpen begeisterte sich Watkins im Alter von 16 Jahren für das Bergsteigen und Skifahren. Im Wintersemester 1925/26 begann er ein Geographie-Studium am Trinity College in Cambridge. Dort hörte er Vorlesungen des Polarforschers Raymond Priestley.

### Erste Expedition nach Spitzbergen (1927)
Über Priestley lernte Watkins James Wordie kennen, ein Mitglied von Shackletons Crew der Endurance-Expedition (1914–1917), der ihn einlud, an einer für den Sommer 1927 geplanten Expedition nach Ostgrönland teilzunehmen. Als die Expedition jedoch wenige Monate vor Beginn abgesagt wurde, entschloss sich Watkins, eine eigene Expedition in die Arktis auf die Beine zu stellen. Mit der Unterstützung der Royal Geographical Society (RGS) stellte er ein Team von sieben Wissenschaftlern zusammen, mit denen er am 23. Juli 1927 an Bord des norwegischen Walfängers Heimen in Tromsø in See stach. Am 30. Juli erreichten sie ihr Ziel, Edgeøya im Südosten von Spitzbergen. Trotz schlechter Witterungsbedingungen erkundete die Gruppe in den folgenden vier Wochen die Insel ausgiebig. Die Ergebnisse veröffentlichte Watkins unter dem Titel The Cambridge Expedition  to  Edge  Island in der Zeitschrift der RGS. Die Expedition war ein derartiger Erfolg, dass ihn die RGS umgehend zum Fellow ernannte und dabei die eigenen Bedingungen bezüglich des Mindestalters außer Acht ließ.

### Expedition zur Labrador-Halbinsel (1928–29)
Bereits im folgenden Sommer brach Watkins zur nächsten Arktis-Expedition auf. Gemeinsam mit zwei Begleitern, seinem späteren Biographen James Maurice Scott sowie Lionel Leslie, sollte er die Labrador-Halbinsel im Bereich des Churchill River erkunden und die Grenze des damals noch eigenständigen Dominions Neufundland zu Kanada bestimmen.
Ende Juli traf die Gruppe mit Vorräten für ein Jahr in der Siedlung North West River am Lake Melville ein, die ihr Hauptquartier bilden sollte. Der weitere Fortgang der Expedition verzögerte sich allerdings, als sich ihr Führer mit einer Axt schwer verletzte. Das Expeditionsziel der Bestimmung der kanadischen Grenze musste daher aufgegeben werden. Per Kanu über den Kenamu River und den Traverspine River erreichten die Männer den Unterlauf des Churchill River. Bei Einbruch des Winters kehrte die Gruppe nach North West River zurück, wo Leslie, wie zuvor geplant, die Expedition verließ und sich auf die Rückfahrt nach England machte.
Anschließend brachen Watkins und Scott auf Hundeschlitten in Richtung Hopedale nördlich des Churchill River auf. Über eine gefährlich dünne Eisdecke gelang ihnen die Überquerung der Goose Bay im Süden des Lake Melville. Als sie sich jedoch verirrten und ihre Vorräte zur Neige gingen, konnten sich beide gerade noch in eine von Inuit gebauten Schutzhütte retten. An Weihnachten erreichten sie Hopedale und kehrten am 26. Januar 1929 nach North West River zurück.
Bei der folgenden – dritten – Erkundungsfahrt drangen Watkins und Scott bis zum Lake Ossokmanuan vor, bevor sie am 1. April wieder in North West River eintrafen. Mit frischen Hunden und aufgefüllten Vorräten machten sich beide anschließend auf die Reise zum 800 km entfernten Bonne-Espérance, wo sie schließlich ein Schiff nach England bestiegen.

### Die British Arctic Air Route Expedition (1930–31)
Bald nach seiner Rückkehr wurde Watkins von der Royal Geographical Society mit der Durchführung einer weiteren Expedition in die Arktis betraut. Die später als British Arctic Air Route Expedition (BAARE) bezeichnete Unternehmung hatte zum Ziel, die Möglichkeit einer Flugroute von Großbritannien zur Westküste der USA über Island, Grönland, die Baffin-Insel, die Hudson Bay und Edmonton zu untersuchen.
Am 6. Juli 1930 stach die Gruppe von insgesamt 14 Männern mit einem Durchschnittsalter von 25 Jahren, darunter John Rymill und Bill Wager, an Bord von Shackletons Quest in See. Am 24. Juli erreichten sie Ammassalik und waren die folgenden zwei Wochen mit dem Aufbau der Basis, etwa 64 km westlich der Siedlung, beschäftigt. Zur Ausrüstung gehörten auch zwei de Havilland DH.60 Moth-Doppeldecker, mit denen während der Dauer der Expedition zahlreiche Erkundungsflüge durchgeführt werden konnten. Im nächsten Schritt wurde eine meteorologische Station auf dem grönländischen Inlandeis (Ice Cap Station) errichtet, die am 8. September in etwa 225 km Entfernung von der Küste fertiggestellt wurde. Zwei Mann blieben als erste Besatzung an der Station zurück, die in den folgenden Wochen Daten wie die Windgeschwindigkeit und Höchst- und Tiefsttemperaturen aufzeichneten. Am 26. Oktober brach eine dreiköpfige Gruppe mit frischen Vorräten von der Basisstation auf, um die Besatzung der Ice Cap Station abzulösen. Da sich jedoch das Wetter dramatisch verschlechtert hatte, kam die Gruppe bei anhaltenden Schneestürmen nur langsam voran und erreichte erst am 3. Dezember die Station. Unterwegs hatte man einen Teil der Vorräte zurücklassen müssen, zudem hatte alle Teilnehmer leichte Erfrierungen und Frostbeulen erlitten. Daher entschied man, nur einen Mann – Augustine Courtauld (1904–1959) – allein in der Station überwintern zu lassen, während die übrigen Männer zur Basis zurückkehrten.
Im folgenden März brach eine erste Gruppe zur Ice Cap Station auf, um Courtauld abzulösen. Sie musste jedoch unverrichteter Dinge zurückkehren, da sie keine Spur von der Station hatte entdecken können. Daraufhin machte sich eine weitere Gruppe unter der Führung von Watkins auf, die Anfang Mai die Stelle erreichte, an der sich die Station befunden hatte. Nach einiger Suche entdeckten die Männer die Spitzen eines Belüftungsrohrs und wissenschaftlicher Instrumente, die wenige Zentimeter aus dem Schnee hervorragten. Rasch wurde nun die Station ausgegraben, und Courtauld, der in der verschütteten Station über Monate ausgeharrt hatte, konnte weitestgehend unversehrt gerettet werden.
In der Folgezeit unternahm die Expedition noch mehrere Reisen in die Umgebung, bevor sie im Herbst schließlich die Rückfahrt nach Großbritannien antrat. Durch die umfangreichen gesammelten Daten und das Kartenmaterial, das über das bis dahin größtenteils unbekannte Gebiet erstellt werden konnte, gilt die BAARE als bedeutendste britische Polarexpedition seit 1918. Die Royal Geographical Society verlieh Gino Watkins 1932 ihre Founders’s Medal.

### Pan Am-Expedition und Tod (1932–33)

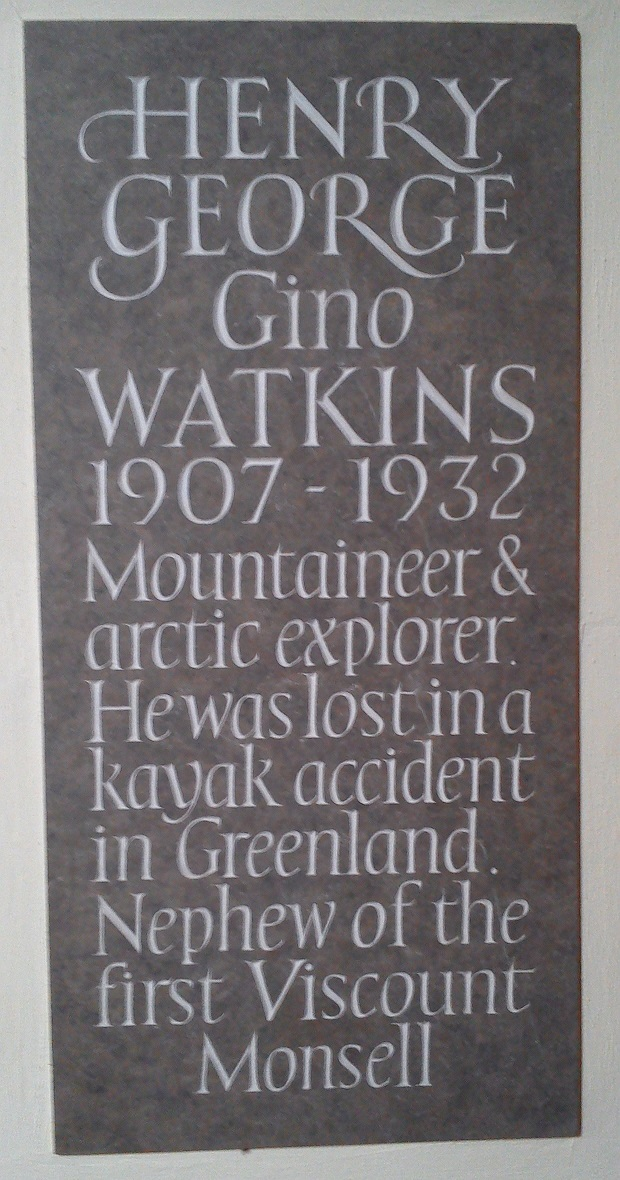
Gedenktafel in der St Peter's church in Dumbleton

Durch den Erfolg der BAARE bestärkt machte sich Watkins bald an die Planung einer weiteren Expedition. Die Idee einer Weltumrundung entlang des nördlichen Polarkreises musste er jedoch aufgrund der inzwischen schlechten wirtschaftlichen Lage während der Großen Depression fallen lassen. Auch eine Überquerung des Weddellmeers, in Anlehnung an Shackletons berühmte Endurance-Expedition, konnte aus Mangel an Sponsorengeldern nicht durchgeführt werden. Schließlich schlug ihm die amerikanische Fluggesellschaft Pan Am vor, eine weitere Expedition nach Grönland zu finanzieren, während derer die Ergebnisse der BAARE vertieft und erweitert werden sollten.
Am 1. August 1932 traf die Gruppe wieder in Ammassalik ein. Nach kurzer Zeit schlug man die Basis am Tugtilik-Fjord auf, an dessen nördlichem Ufer sich ein See befand, der für den Flugverkehr von Bedeutung sein konnte. Während die übrigen Gruppenmitglieder nun ihre wissenschaftlichen Arbeit aufnahmen, war es Watkins Aufgabe, die Gruppe durch die Jagd auf Robben mit Nahrung zu versorgen. Diese stellte sich jedoch als gefährlich heraus, da von einem Gletscher immer wieder große Stücke in den Fjord abbrachen und dort hohe Wellen verursachten. Am 14. August kenterte Watkins dadurch mit seinem Kajak und konnte sich nur mit Mühe retten. Wenige Tage später entdeckten die übrigen Expeditionsteilnehmer Watkins gekentertes Kajak auf dem Fjord treibend. Watkins Leichnam wurde nie gefunden. John Rymill übernahm nun die Leitung der Expedition und führte sie erfolgreich zum Abschluss.
Nach Watkins wurde die Watkins-Insel, eine der Biscoe-Inseln vor der Küste der Antarktischen Halbinsel, benannt, sowie die Watkins Mountains auf Grönland.